# Яблонец-над-Нисоу
Я́блонец-над-Ни́соу, или Я́блонец (чеш. Jablonec nad Nisou, нем. Gablonz an der Neiße) — статутный город в Чехии, на реке Ныса-Лужицка; второй по величине в Либерецком крае. Административный центр района Яблонец-над-Нисой.
Издавна развита стекольная промышленность (производство технического стекла и бижутерии на заводе «Яблонекс»). Машиностроение, лёгкая (хлопчатобумажная) и химическая промышленность.

## История
Яблонец впервые упоминается как деревня в 1356 году.
Во второй половине XVII века здесь началось быстрое развитие стекольной промышленности, в дальнейшем объёмы и номенклатура выпускаемой продукции постепенно увеличивались. Производство стеклянной бижутерии (стеклянные имитации драгоценных камней, стеклянные бусы, стеклянные браслеты-кольца типа "бендле", стеклянные пуговицы, броши, кулоны и др.) на экспорт было освоено уже в XVIII веке.
По указу австрийского императора Франца II деревня Яблонец получила в 1806 году статус городского поселения; 28 марта 1866 года Яблонец стал городом.

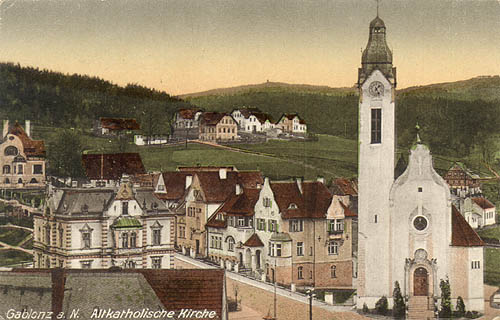
Старокатолическая приходская церковь в Габлонц-ан-дер-Нейсе, Австро-Венгрия (ныне Яблонец-над-Нисоу, Чехия).

В XIX веке Яблонец процветал благодаря стекольной промышленности, но уже в начале XX века пришёл в упадок; население города значительно сократилось; в 1930-х производство бижутерии было приостановлено.
28 октября 1918 года Чехословакия объявила о своей независимости от Австро-Венгрии. Утром 11 декабря город был занят чешскими войсками из Млада-Болеслава. Немецкий Фольксвер не оказал сопротивления. По переписи населения 1930 года 79,5 % жителей города были немецкого происхождения или говорили на немецком и 16,5 % чешского происхождения или говорили на чешском языке. По переписи 2001 года соотношение составляет 1,5 % к 92,5 %.
В октябре 1938 года город был занят войсками гитлеровской Германии.
После Второй мировой войны началось возрождение стекольной промышленности.
В 1976 году численность населения составляла 38,2 тыс. жителей, основой экономики являлась стекольная промышленность (помимо бижутерии специализировавшейся на выпуске технического стекла), также здесь имелось производство автомобильного оборудования, хлопчатобумажных тканей и изделий из пластмасс.
Город является центром туризма и спорта (имеются плавательный бассейн, четыре стадиона (из них один хоккейный), 13 спортивных залов и 16 спортивных площадок). Соединён трамвайной линией с соседним городом Либерец.
Яблонец известен своими архитектурными сооружениями первой половины XX века, а также церковью Святого Духа в стиле барокко.

## Название
О происхождении названия есть несколько теорий, как наиболее вероятная рассматривается, что название «Яблонец» происходит от слова «яблони».
Согласно другой теории, название связано с латинским обозначением «gabulum» — налог. Эта теория поддерживается тем фактом, что большая часть городов с похожими названиями (Яблонне, Яблунков) лежит на границе.
Другая теория о названии возникла в связи с немецким словом «gabel» (вилка, разветвления — Яблонец лежит на стыке Нововеского ручья, Лужицкие и Беле Нейсе).

## Население
| 1869    | 1869    | 1880    | 1880    | 1890    | 1900    | 1910    | 1921    | 1930    | 1930    | 1950    | 1950    |
| ------- | ------- | ------- | ------- | ------- | ------- | ------- | ------- | ------- | ------- | ------- | ------- |
| 12 475  | ↘6752   | ↗15 339 | ↘9032   | ↗22 603 | ↗31 764 | ↗43 034 | ↘39 147 | ↗49 908 | ↘33 958 | ↘32 635 | ↘23 139 |
| 1961    | 1961    | 1970    | 1970    | 1980    | 1980    | 1991    | 1991    | 2001    | 2014    | 2016    | 2017    |
| ↗33 064 | ↗36 116 | ↘33 778 | ↗36 679 | ↗42 179 | →42 179 | ↗45 937 | →45 937 | ↘45 266 | ↗45 453 | ↗45 510 | ↗45 702 |
| 2018    | 2019    | 2020    | 2021    | 2021    | 2022    | 2023    | 2024    |         |         |         |         |
| ↗45 771 | ↗45 802 | ↘45 773 | ↘45 317 | ↘44 486 | ↗44 588 | ↗45 830 | ↗46 226 |         |         |         |         |

## Экономика
В городе работают компании Яблотрон и Яблоком (производители мобильных устройств), С 1951 по 2002 работали Либерецкие автомобильные заводы.

## Города-побратимы
- Kaufbeuren[вд], Германия (2009)
- Баутцен, Германия (1993)
- Еленя-Гура, Польша
- Ронсе, Бельгия
- Цвиккау, Германия

## Известные уроженцы
- Рудольф Рёсслер (1864—1934) — австрийский художник.
- Даниэль Сваровски (1862—1956) — основатель ювелирной империи Swarovski.
- Ладислав Штолл (1902–1981) – литературовед, академик.